# Blue Brain
Blue Brain（ブルー・ブレイン）とは、人間の脳全体のコンピュータシミュレーションを最終的には分子レベルで構築することを目標としたプロジェクトであり、2005年に開始された。脳の構造研究が目的である。

## 概要
2005年5月、IBMとスイスのローザンヌにあるスイス連邦工科大学ローザンヌ校の Henry Markram 率いる Brain and Mind Institute が共同プロジェクトとして開始した。
プロジェクトの初期の目標は、新皮質カラム（neocortical column）のシミュレーションを行うことである。新皮質カラムとは、思考などを司るとされている大脳新皮質の最小機能単位と考えられている。その大きさは、高さ 2mm、縦横それぞれ 0.5mm で、約 60,000 の神経細胞から成る。当初はラットのものをシミュレーションしようとしている（構造は人間のものとよく似ているが、神経細胞数は 10,000 で、シナプスは 108）。過去10年間以上、Markram は新皮質カラム内の神経細胞の型と接続関係の地図を作ってきた。
プロジェクトは、スーパーコンピュータ Blue Gene 上でシミュレーションソフトウェアを動作させる。ソフトウェアには Phil Goodman の開発した MPI ベースの Neocortical Simulator (NCS) に Michael Hines の NEURON というソフトウェアを組み合わせて使用する。このシミュレーションには、いわゆるニューラルネットワークは使われず、より生物学的に正確な神経細胞のモデルが使われる。
最初のシミュレーションの構築には、約2年かかるとされている。その後、シミュレーションによる実験結果と実際の生物実験の結果が比較検討される。
次の段階として、プロジェクトは次の2つの方向に分かれる予定である。
1. 「分子レベル」のシミュレーションの構築[1]。遺伝子発現の効果を研究するのに適している。
2. 複数のカラムのシミュレーションが可能となるよう単純化を図り、多数のカラム群を結合したシミュレーションを行い、最終的に大脳新皮質全体のシミュレーションを目指す（人間の新皮質には皮質カラムが約100万個存在する）。